# Ooouuu
Ooouuu (reso graficamente OOOUUU) è un singolo della rapper statunitense Young M.A, pubblicato il 12 giugno 2016 da M.A Music. Prodotto da U-Dub dei NY Bangers, è stato certificato quattro volte disco di platino negli Stati Uniti d'America.
La rivista musicale Rolling Stone ha piazzato il singolo all'undicesima posizione dei "50 migliori brani del 2016"; Billboard l'ha posizionato al numero 16 nelle "100 migliori canzoni pop del 2016", mentre Pitchfork alla sessantasettesima posizione delle "100 migliori canzoni del 2016".

## Antefatti
In un'intervista con Genius, Young M.A ha parlato del processo di creazione che c'è dietro la canzone:
When I went to record the track, I wanted to be drunk while I recorded it. I was really smizz and drizz when I recorded the record so it feels authentic. When I recorded the track I wasn’t going to put it out just yet because I had just released Sleep Walkin and I had a lot of records on there I wanted to do videos for. But something one day just told me that I needed to put this out—nobody told me, just one day I thought this would take me to the next level.
I didn’t want some big push behind it, I was just like this is a record I just wanna put out. From there, I guess it was catchy and it was different from me.»
Quando sono andata a registrare la strofa, volevo essere ubriaca nel mentre. Ero davvero su di giri mentre cantavo, quindi suona autentico. Quando ho registrato la strofa non volevo ancora pubblicarla perché avevo appena pubblicato Sleep Walkin e avevo già altre canzoni a cui volevo fare il video musicale. Ma un giorno qualcosa mi disse che dovevo farla uscire, e che un giorno mi avrebbe portato in alto.
Non volevo una grande spinta, era solo una canzone che volevo pubblicare. Da qui, credo fosse orecchiabile ed era diverso per me.»
(Young M.A in un'intervista per Genius)

## Video musicale
Il videoclip è stato pubblicato su YouTube in concomitanza con l'uscita del brano, il 12 maggio 2016. A luglio 2020, ha totalizzato più di 332 milioni di visualizzazioni.

## Tracce
Testi di Katorah Marrero, Matthew Norrish Jacobson, musiche di U-Dub.
1. Ooouuu – 3:54

## Classifiche
| Classifica (2016-17)  | Posizione massima |
| --------------------- | ----------------- |
| Canada                | 41                |
| Stati Uniti d'America | 19                |